# Kakaotrast
Kakaotrast (Turdus fumigatus) är en fågel i familjen trastar inom ordningen tättingar. Den förekommer i Sydamerika i olika typer av öppna miljöer som jordbruksmark och skog. Den tros minska i antal, men beståndet anses vara livskraftigt. 

## Utseende och läte
Kakaotrasten är en medelstor, bjärt brunbeige tätting. Den skiljer sig från liknande arawaktrasten genom helsvart näbb och avsaknad av tydlig ögonring. Sången består av behagliga stigande och fallande visslingar. Lätena skiljer sig tydligt från arawaktrasten, med bland annat ett snabbt och lite gnissligt "ji-ji-ji-ji-ji” samt ett parvis "chee-ip, chee-ip".

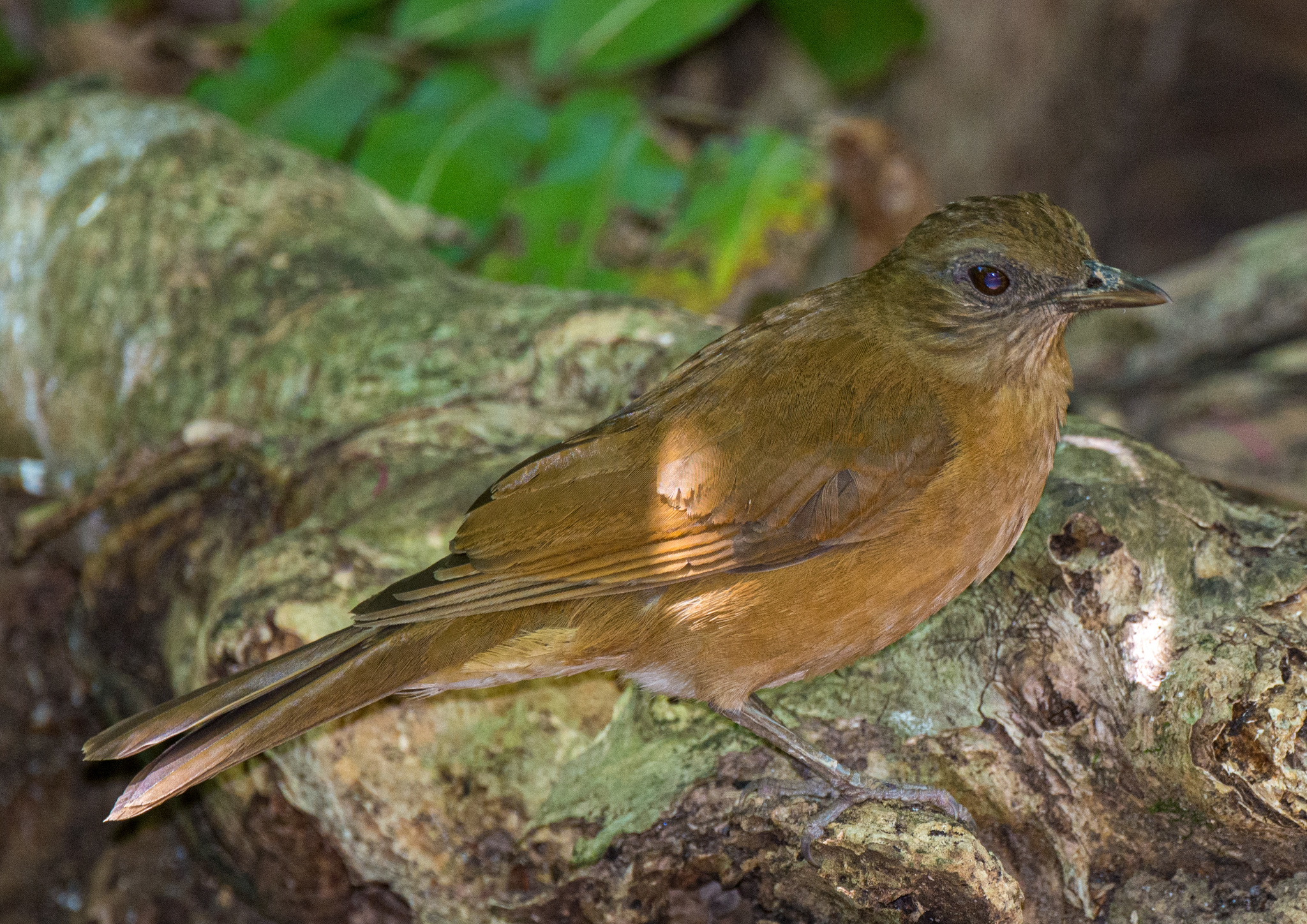

## Utbredning och systematik
Kakaotrast delas in i fyra underarter med följande utbredning:
- Turdus fumigatus personus – förekommer på Små Antillerna (St. Vincent och Grenada)
- fumigatus-gruppen
  - Turdus fumigatus fumigatus – förekommer från Guyana (region) till norra och östra Brasilien (Mato Grosso) och östra Bolivia
  - Turdus fumigatus aquilonalis – förekommer från kustnära nordöstra Colombia till norra Venezuela samt på Trinidad
  - Turdus fumigatus orinocensis – förekommer i östra Colombia (östra Vichada och Meta) och västra Venezuela

Vissa urskiljer även fåglar på ön St. Vincent i Små Antillerna som bondi.
Genetiska studier visar att kakaotrasten står nära flodtrast (Turdus hauxwelli).

## Levnadssätt
Kakaotrasten hittas i olika typer av miljöer, från jordbruksmark till skog. Den hittas vanligen födosökande på marken.

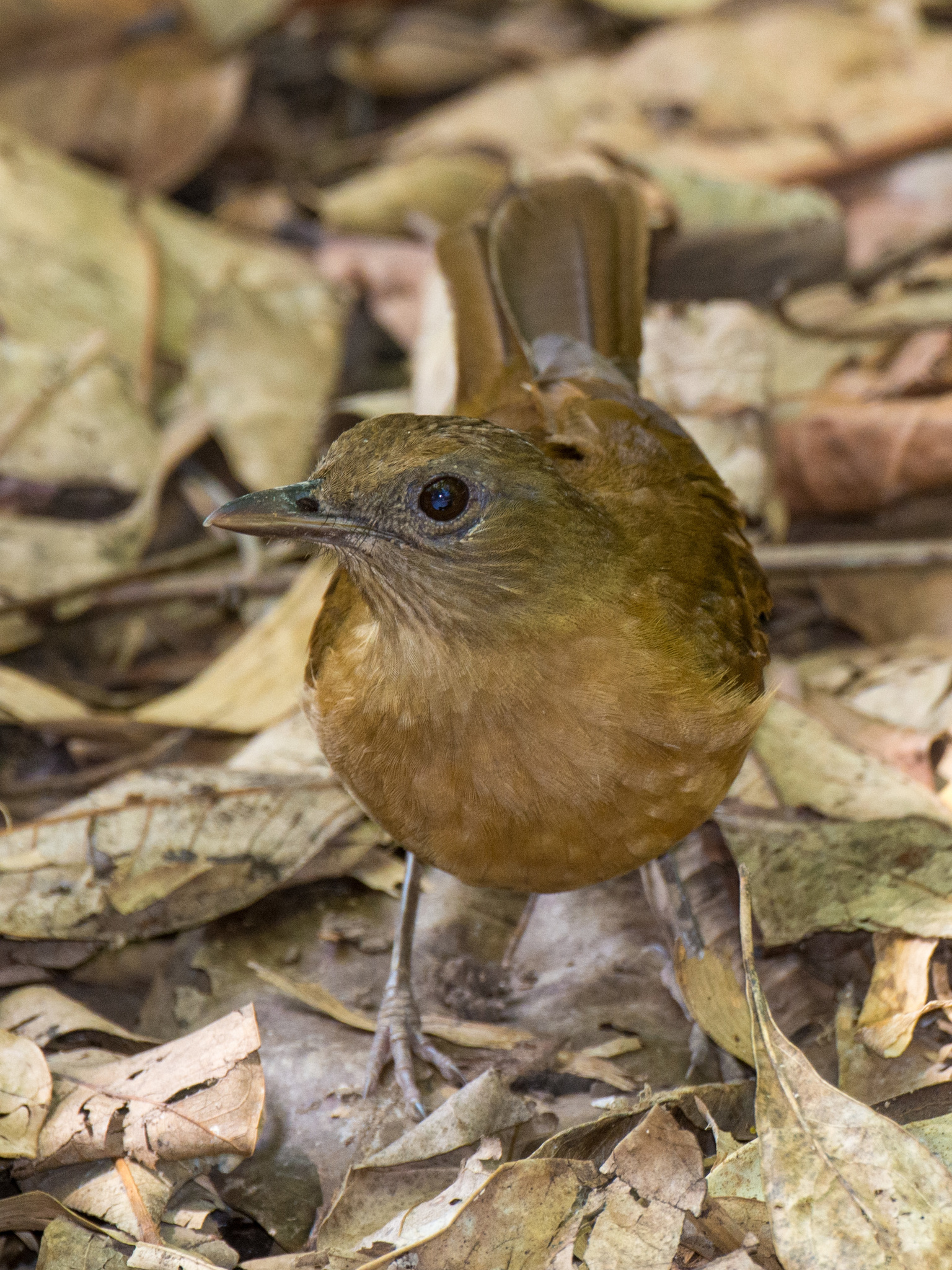

## Status och hot
Arten har ett stort utbredningsområde, men tros minska i antal, dock inte tillräckligt kraftigt för att den ska betraktas som hotad. Internationella naturvårdsunionen IUCN listar arten som livskraftig (LC).